# Markos Gimeno Vesga

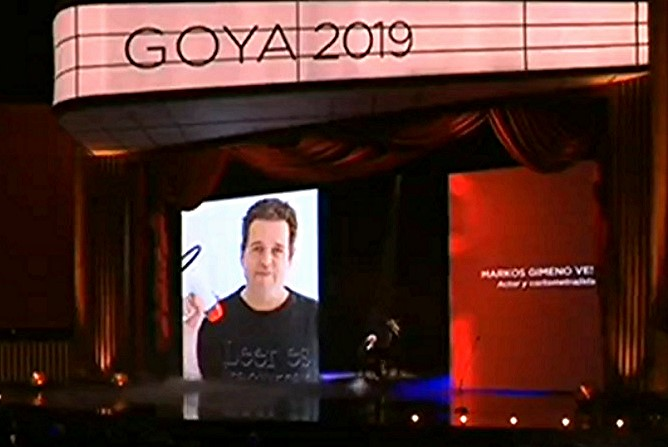
Markos Gimeno recordat als Premios Goya 2019

Markos Gimeno Vesga (Ermua, 3 de maig 1974 - Eibar, 7 de desembre de 2018) va ser un artista versàtil i polifacètic, autor de diversos jocs de paraules, actor, músic i dissenyador gràfic. En Markos Gimeno era un home amb una gran capacitat creativa. Tenia el do d'animar, entretenir i pensar en el seu entorn, però alhora, de tant en tant patia depressió i, a quaranta-quatre anys, es va suïcidar a Eibar.
En música, va actuar principalment en grups a Ermua. Va tocar el baix a The Pepes, la seva primera banda, després a l'última formació de Julio Kageta, Dantzut, i finalment a PAM o Puto Amoak Matematiketan.
A partir de 1998, Gimeno va dedicar-se als jocs de paraules, homònims, palíndroms (s'autoanomenava autore erotua / autor embogit) i invencions lingüístiques en què barrejava basc, castellà i d'altres llengües. Membre del Club Palindromista Internacional, va ser un dels pocs bascos en fòrums internacionals que s'ocupaven d'aquest camp de la ludolingüística. Va autoproduir-se els llibres 131 AZA (2014) i SkizopozikS (2016), i va ser el creador del joc col·lectiu #hitzokei a Twitter.
Amb Juanma Rodríguez va formar el 2011 el duet artístic Hipo y Kondrias i Macho-maris. Havia interpretat el recital experimental SkizopozikSen solitari.
Per tal de retre homenatge a la seva trajectòria artística, el novembre de 2020, el diari basc Berria va fer un documentari sobre Markos Gimeno a partir d'una exposició sobre la seva obra que el gener de 2020 va tenir lloc a Ermua.